# Waterhouse FC
Waterhouse FC is een Jamaicaanse voetbalclub uit Kingston. De club werd in 1968 opgericht en speelt in de Jamaican National Premier League.

## Erelijst
- Landskampioen

1998, 2006
- Beker van Jamaica

2004, 2008
Arnett Gardens · 
Boys' Town · 
Harbour View · 
Humble Lions · 
Jamalco · 
Maverley Hughenden · 
Montego Bay United · 
Portmore United · 
Reno · 
Tivoli Gardens · 
UWI Pelicans · 
Waterhouse